# Colectivo Ultras 95
O Colectivo Ultras 95 é uma claque portuguesa que apoia o Futebol Clube do Porto. 
O Colectivo Ultras 95 foi criado em 1995, tal como o nome indica, e na altura era conhecido como o "Colectivo Curva Norte" por estar situado na antiga bancada superior-norte do histórico Estádio das Antas. A sua criação partiu de um grupo de amigos que fazia parte da outra grande claque do Futebol Clube do Porto, os Super Dragões, que não estava satisfeita com algumas questões de ordem de gestão e ambiente nessa mesma claque. Assim sendo, juntaram-se em dias de jogo na superior oposta àquela em que os Super Dragões se posicionavam sempre e começaram o CCN.
Com o passar dos tempos, o Colectivo foi adquirindo cada vez maior protagonismo e desde a sua criação tem visto o seu número de associados crescer.
O Colectivo Ultras 95 tem como objetivo oficial "o desenvolvimento e a reflexão sobre as actividades desportivas, culturais e físicas, a exploração do site, na Internet, a organização de eventos desportivos e sociais, deslocações para apoio à equipa do Futebol Clube do Porto nas várias modalidades desportivas e parcerias com outras entidades ou associações locais."

## História
Na temporada de 94/95, três elementos decidiram criar um novo Grupo Ultra, situado na antiga superior Norte do Estádio das Antas. Pretendia-se incutir uma nova mentalidade e novos valores. Nasce, desta forma, o nome "Colectivo", cujo funcionamento assenta no seu topónimo. Inicialmente, acrescentou-se a designação de "Curva Norte", pela localização no Estádio. A 6 de Julho de 1995, data oficial da fundação, estava já estabelecida uma pequena organização interna. O jogo de estreia foi contra o Sporting.
No início da época 2005/2006, a claque passou a ocupar o actual sector: o S-28. Começaram com uma coreografia só de sector, com 600 bandeiras individuais com o logotipo do Grupo. No jogo seguinte, contra o Benfica, apresentaram uma rede gigante erguida do passadiço da cobertura do estádio com os dizeres "ULTRAS FCPORTO" e com o brasão estilizado ao centro.
O ano de 2006 caracteriza-se com a perda de apoios da direcção do clube, após os acontecimentos com o treinador Co Adrianse. Entretanto e já nos últimos meses do ano formaram a "Associação Colectivo Ultras 95", uma evolução organizativa, que pretendeu sobretudo salvaguardar as responsabilidades legais e financeiras do Grupo.
No ano de 2007, após o reatar das relações com o Clube a claque concluiu um projecto que começou em finais de 2005 e que culminou num novo e original site, inaugurado dias antes do jogo contra o Sporting.